# Dæmonologi
Dæmonologi (fra græsk δαίμων, daimōn, "demon" og -λογία, -logia "viden"') er det teoretiske studie eller læren om dæmoner, deres væsen og effekter. Den praktiske lære, dyrkelsen eller påkaldelse af dæmoner, kaldes dæmonolatri. Dæmonologi er et fagområde indenfor teologi, selv om der hersker delte meninger om hvorvidt det rent faktisk bør regnes for et teologisk emne.
Malleus Maleficarum (1487) og Practica rerum criminalium (1635) af tyskeren Benedict Carpzov fremhæves ofte som et eksempel på litteratur der udlægger den katolske kirkes dæmonologi. Andre kilder der tager emnet op er The Sacred Magic of Abramelin the Mage, The Lesser Key of Solomon (Ars Goetia), Grimoirum Verum med flere middelalderlige og eftermiddelalderlige værk som behandler dæmoners natur og bringer fortegnelser. Majoriteten af de dæmonologiske kilder som eksisterer er kristne eller udgår fra en kristen eller jødisk teologi, men begrebet dæmon og tilsvarende væsener findes i flere andre religioner, over hvilke der også findes forskellige optegnelser.